# برت مایکل
برت مایکل (انگلیسی: Bret Michaels؛ زادهٔ ۱۵ مارس ۱۹۶۳) یک موسیقی‌دان اهل ایالات متحده آمریکا است. وی از سال ۱۹۸۴ میلادی تاکنون مشغول فعالیت بوده‌است.